# アセトンヒドラゾン
アセトンヒドラゾン（英語: acetone hydrazone）または、イソプロピリデンヒドラジン（英語: isopropylidenehydrazine）は、アセトンとヒドラジンの縮合生成物である。2-ジアゾプロパンの合成中間体である。
アセトンヒドラゾンは、アセトンアジンとヒドラジンを反応させることによって大規模に製造することができ、アセトンとヒドラジンを直接反応させるよりも簡便な反応である。水の存在下では、不均化してアセトンアジンとヒドラジンに戻りやすい。
アセトンヒドラゾンは降圧薬ヒドララジンの代謝生成物の一つであり、それ自体にも降圧作用がある。